# Diego de San Pedro

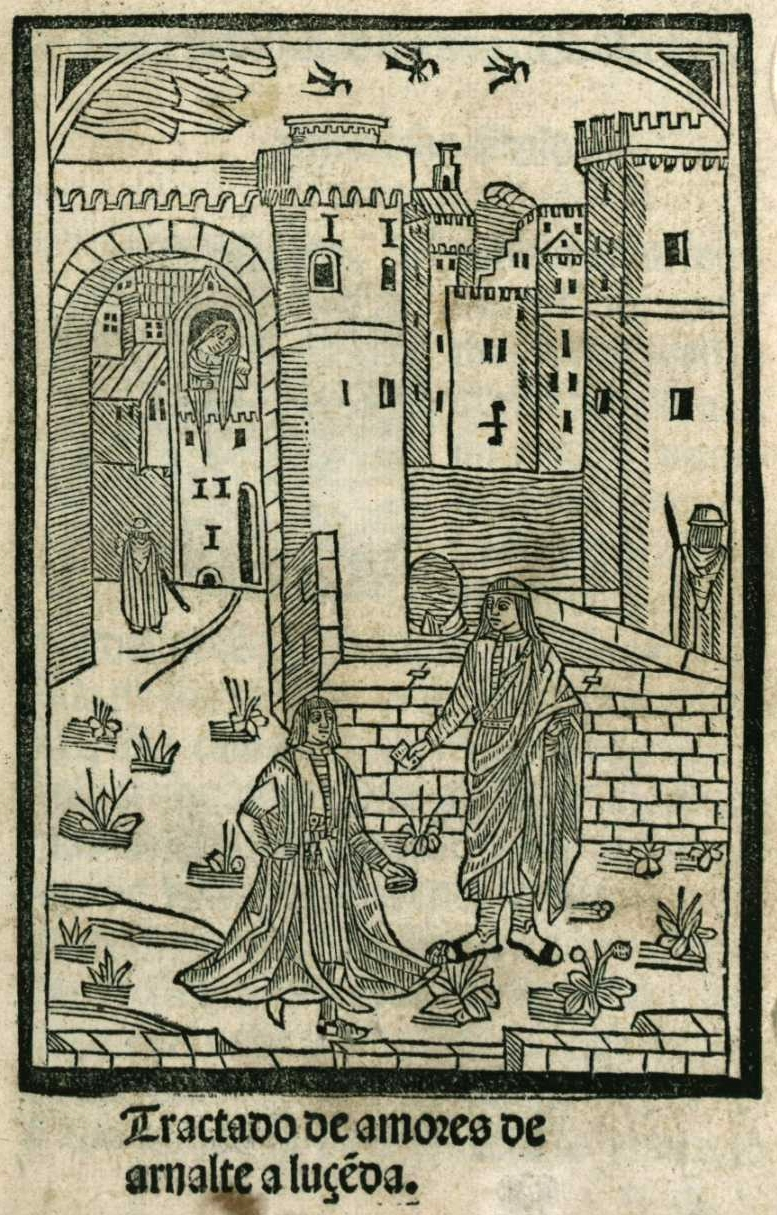
Portada del Tratado de amores de Arnalte y Lucenda de Diego de San Pedro. Incunable impreso en Burgos el 25 noviembre de 1491.

Diego de San Pedro (¿1437-1498?) fue un poeta y narrador español en lengua castellana del Prerrenacimiento, autor de la novela sentimental Cárcel de amor (1492), una de las más leídas en la Europa de su tiempo: ya en vida fue reimpresa y traducida al francés, alemán, inglés, italiano y flamenco, a fines del siglo XV y a lo largo de todo el siglo XVI, entre otras obras suyas.

## Biografía
No se tienen demasiadas certezas sobre la vida de Diego de San Pedro. Se ha dado por cierto que fue bachiller en Derecho y que en 1459 era gobernador o alcaide de la fortaleza de Peñafiel (Valladolid), donde vivió la mayor parte de su vida; pero es posible que los documentos que lo avalan se refieran no a nuestro autor, sino a un homónimo del mismo. Sin embargo, es verdad que Peñafiel era uno de los señoríos de los Girón, a quienes sirvió casi toda su vida. Se ha dicho también que era judío converso, pero nunca se han aportado pruebas consistentes al respecto.
Sí parece demostrado que sirvió al maestre de Calatrava, don Pedro Girón, y después a sus hijos Juan Téllez Girón, II conde de Ureña, acaso entre 1469 y 1498, y Rodrigo Téllez Girón, también maestre calatravo.
Hasta 1476 es muy probable que estuviese políticamente de parte de Juana la Beltraneja y que después, igual que los Girón, fuese partidario de los Reyes Católicos.
Probablemente participó en la Guerra de Granada, donde habría conocido a Diego Fernández de Córdoba a quien dedicó su novela sentimental Cárcel de Amor (1492), un éxito internacional.
Con los años se fue volviendo cada vez más religioso, de manera que rechazó las obras profanas de su juventud y compuso poesía piadosa. Murió después de 1500, se desconoce exactamente en qué año.

## Obras
En el Cancionero General de Hernando del Castillo se conservan algunos poemas interesantes suyos ("Sermón", "Desprecio de Fortuna"), pero es más conocido por sus dos novelas sentimentales, el Tratado de amores de Arnalte y Lucenda (1491) y Cárcel de amor (1492), en los que interviene el amor cortés.
En el Tratado de amores de Arnalte y Lucenda, la narración se abre y se cierra con la invocación del autor a las damas de la corte, entre lo que se sitúa un intercambio de cartas entre los amantes y una serie de diálogos entre ellos y con otros personajes (Belisa y El Ierso) y entre Arnalte y el propio autor, que actúa como confidente del amante despreciado y como depositario de la historia. Se insertan además algunas composiciones poéticas (invocación a la Virgen y sus siete "angustias"). Fue traducida al catalán por Bernardi Valmanya (1493), al francés primero desde el italiano (Prison d'amour, París, 1525 y Lyon, 1528) y luego por Nicolás de Herberay des Essarts (1539), al italiano por Lelio de Manfredi (Carcer d'amore, 1513, publicada en Venecia, 1514), y al inglés por lord Berners (The Castell of Love, 1533, impresa a mediados de siglo) y luego por el lingüista y gramático hugonote Claude de Sainliens / Claudius Holyband (1575). También hubo una versión alemana.
Cárcel de amor, compuesta entre 1483 y 1485 e impresa en 1492, constituyó un auténtico éxito editorial en la época; incluso fue impresa con una continuación debida a Nicolás Núñez (1496), y fue pronto traducida a otras lenguas europeas: italiano (1513), francés (1526  y  1552), inglés (1560). Siguió reeditándose y traduciéndose todavía en el siglo XVII. Cuenta una desgraciada historia de amores, como la anterior, esta vez de Leriano y Laureola, y el lento suicidio del primero. Una gran parte de la novela es epistolar. Ha sido considerada el Werther del siglo XV.
Ejerció cierta influencia sobre La Celestina (1499) de Fernando de Rojas, ya que uno de los pasajes más bellos del libro, el llanto de la madre de Leriano, recuerda el planto de Pleberio en dicha obra. Sus fuentes son desde la Elegia di Madonna Fiammeta de Giovanni Boccaccio a elementos dantescos y la leyenda del Santo Grial. También  influyó en la Penitencias de amor de Pedro Manuel de Urrea, asimismo traducida.
En ambas novelas el erotismo sigue las convenciones del amor cortés y se representa de forma alegórica. En su cuidado estilo se recurre a las paradojas, la antítesis y el oxímoron.

## Ediciones
- Tractado de amores de Arnalte y Lucenda, Burgos, Fadrique Alemán de Basilea, 1491.
- ^Cárcel de amor, Sevilla, 1492 (ed. de C. Parrilla y Keith Whinnom, pról. de Alan Deyermond, Barcelona, Crítica, 1995).
- Coplas de la Pasión de Nuestro Redemptor, Zaragoza, Hurus, 1492.
- Desprecio de la Fortuna, en Las CCC del famosísimo poeta Juan de Mena con su glosa; y las cinquenta con su glosa; y otras obras, Zaragoza, Coci, 1506.
- Sermón ordenado por Diego de San Pedro, Alcalá de Henares, Arnao Guillén de Brocar, 1511.
- Obras, ed. de Samuel Gili Gaya, Madrid, Espasa Calpe, 1950.
- Obras completas, ed. de Keith Whinnom, Madrid, Castalia, 1972-1979, 3 vols.
- Cárcel de amor. Arnalte y Lucenda. Sermón, ed. de Juan Francisco Ruiz Casanova, Madrid, Cátedra, 1995.